# TriStar Television
TriStar Television – amerykańska wytwórnia telewizyjna będąca oddziałem Sony Pictures Television. Położona pod 10202 West Washington Boulevard w Culver City w Kalifornii.

## Historia
Wytwórnia została oficjalnie założona w marcu 1986 r. Pierwszą produkcją wytwórni był dramat kryminalny Downtown.
W styczniu 1988 roku ogłoszono zamknięcie wytwórni, została reaktywowana trzy lata później po tym, jak Columbia Pictures Television nabyła bibliotekę New World Television, oddziału telewizyjnego niezależnego studia filmowego New World Pictures. 21 lutego 1994 roku TriStar Television połączyła się z Columbia Pictures Television, tworząc Columbia TriStar Television.
W czerwcu 1999 roku po raz drugi zamknięto wytwórnię. Z dniem 28 maja 2015 roku została ponownie reaktywowana jako butikowa firma produkcyjna należąca do Sony Pictures Television.